# Himerta pacifica
Himerta pacifica är en stekelart som beskrevs av Leblanc 1989. Himerta pacifica ingår i släktet Himerta och familjen brokparasitsteklar. Inga underarter finns listade i Catalogue of Life.